# 納氏稻鼠
納氏稻鼠（Oryzomys nelsoni）是一種已滅絕的稻鼠，生活在墨西哥納亞里特州馬里馬德雷島。於1897年發現了四個標本。牠們的消失可能是因入侵的大家鼠及貓所致。牠們曾被認為是稻大鼠的亞種，但現一般都認為是獨立的物種。牠們是唯一在墨西哥特有的棉鼠亞科。
納氏稻鼠的種小名是為紀念美國自然學家Edward William Nelson。